# Іфрейта (Вашингтон)
Іфрейта (англ. Ephrata) — місто (англ. city) в США, в окрузі Грант штату Вашингтон. Населення — 8477 осіб (2020).

## Географія
Іфрейта розташована за координатами 47°18′45″ пн. ш. 119°32′7″ зх. д. / 47.31250° пн. ш. 119.53528° зх. д. (47.312631, -119.535293).  За даними Бюро перепису населення США в 2010 році місто мало площу 26,12 км², уся площа — суходіл.

### Клімат
| Клімат : Іфрейта             | Клімат : Іфрейта | Клімат : Іфрейта | Клімат : Іфрейта | Клімат : Іфрейта | Клімат : Іфрейта | Клімат : Іфрейта | Клімат : Іфрейта | Клімат : Іфрейта | Клімат : Іфрейта | Клімат : Іфрейта | Клімат : Іфрейта | Клімат : Іфрейта | Клімат : Іфрейта |
| Показник                     | Січ.             | Лют.             | Бер.             | Квіт.            | Трав.            | Черв.            | Лип.             | Серп.            | Вер.             | Жовт.            | Лист.            | Груд.            | Рік              |
| Абсолютний максимум, °C      | 16,1             | 18,3             | 23,9             | 34,4             | 38,3             | 41,7             | 42,8             | 46,1             | 41,1             | 30,0             | 22,2             | 17,2             | 46,1             |
| Середній максимум, °C        | 1,1              | 5,6              | 12,2             | 17,8             | 22,8             | 27,2             | 31,1             | 31,1             | 25,6             | 17,2             | 7,2              | 1,1              | 16,7             |
| Середній мінімум, °C         | −5,6             | −2,8             | 0,6              | 4,4              | 8,9              | 12,8             | 16,1             | 15,6             | 10,6             | 4,4              | −1,1             | −5               | 4,9              |
| Абсолютний мінімум, °C       | −30              | −31,1            | −16,7            | −5,6             | −2,2             | 0,6              | 4,4              | 2,2              | −2,2             | −13,3            | −17,8            | −26,1            | −31,1            |
| Норма опадів, мм             | 21               | 20               | 19               | 11               | 16               | 13               | 11               | 6                | 9                | 12               | 26               | 30               | 195              |
| ---------------------------- | ---------------- | ---------------- | ---------------- | ---------------- | ---------------- | ---------------- | ---------------- | ---------------- | ---------------- | ---------------- | ---------------- | ---------------- | ---------------- |
| Джерело: The Weather Channel |                  |                  |                  |                  |                  |                  |                  |                  |                  |                  |                  |                  |                  |

## Демографія
Згідно з переписом 2010 року, у місті мешкали 7664 особи в 2856 домогосподарствах у складі 1915 родин. Густота населення становила 293 особи/км².  Було 3086 помешкань (118/км²).
Расовий склад населення:
| - 84,1 % — білих - 1,3 % — азіатів - 1,1 % — корінних американців - 0,8 % — чорних або афроамериканців - 0,1 % — вихідців з тихоокеанських островів - 9,5 % — осіб інших рас |

До двох чи більше рас належало 3,1 %. Частка іспаномовних становила 16,7 % від усіх жителів.
За віковим діапазоном населення розподілялося таким чином: 27,4 % — особи молодші 18 років, 58,0 % — особи у віці 18—64 років, 14,6 % — особи у віці 65 років та старші. Медіана віку мешканця становила 34,7 року. На 100 осіб жіночої статі у місті припадало 98,9 чоловіків;  на 100 жінок у віці від 18 років та старших — 98,5 чоловіків також старших 18 років.
Середній дохід на одне домашнє господарство  становив 58 382 долари США (медіана — 54 737), а середній дохід на одну сім'ю — 67 691 долар (медіана — 62 012). Медіана доходів становила 51 927 доларів для чоловіків та 30 000 доларів для жінок. За межею бідності перебувало 15,7 % осіб, у тому числі 19,0 % дітей у віці до 18 років та 15,5 % осіб у віці 65 років та старших.
Цивільне працевлаштоване населення становило 3473 особи. Основні галузі зайнятості: виробництво — 14,6 %, роздрібна торгівля — 13,4 %, транспорт — 13,0 %.